# The Very Best of Sting & The Police
| Recensione    | Giudizio |
| ------------- | -------- |
| AllMusic      |          |
| Rolling Stone |          |

The Very Best of... Sting & The Police è una raccolta contenenti i successi del cantante britannico Sting e del suo ex-gruppo The Police. È stata pubblicata per la prima volta dalla A&M Records nel 1997. La raccolta conteneva originariamente un brano inedito, Roxanne '97, ovvero un remix realizzato da Puff Daddy sulla base del singolo dei Police del 1978. La raccolta è stata ristampata nel 1998 dalla PolyGram International, omettendo Russians dalla tracklist originale e aggiungendo le tre canzoni Seven Days, Fragile e De Do Do Do, De Da Da Da.
La raccolta è stata nuovamente ristampata nel 2002 dalla Universal con copertina diversa e ulteriori cambiamenti nella tracklist: le canzoni Let Your Soul Be Your Pilot e Roxanne '97 sono state sostituite con Brand New Day e Desert Rose. In questa edizione è stata inoltre aggiunta un'ulteriore traccia, So Lonely.

## Tracce
Tutte le canzoni sono state composte da Sting.

### Edizione A&M (1997)
1. Message in a Bottle – 4:49 (da Reggatta de Blanc, 1979)
2. Can't Stand Losing You – 2:58 (da Outlandos d'Amour, 1978)
3. Englishman in New York – 4:25 (da ...Nothing Like the Sun, 1987)
4. Every Breath You Take – 4:13 (da Synchronicity, 1983)
5. Walking on the Moon – 4:59 (da Regatta de Blanc, 1979)
6. Fields of Gold – 3:40 (da Ten Summoner's Tales, 1993)
7. Every Little Thing She Does Is Magic – 4:20 (da Ghost in the Machine, 1981)
8. If You Love Somebody Set Them Free – 4:14 (da The Dream of the Blue Turtles, 1985)
9. Let Your Soul Be Your Pilot (Versione singolo) – 4:29 (da Mercury Falling, 1996)
10. Russians – 3:57 (da The Dream of the Blue Turtles, 1985)
11. If I Ever Lose My Faith in You – 4:29 (da Ten Summoner's Tales, 1993)
12. When We Dance (Versione singolo) – 4:17 (da Fields of Gold: The Best of Sting 1984-1994, 1994)
13. Don't Stand So Close to Me – 4:03 (da Zenyatta Mondatta, 1980)
14. Roxanne – 3:14 (da Outlandos d'Amour, 1978)
15. Roxanne '97 (remix di Puff Daddy) – 4:33 (Inedito)

### Edizione PolyGram International (1998)
1. Message in a Bottle – 4:49 (da Reggatta de Blanc, 1979)
2. Can't Stand Losing You – 2:58 (da Outlandos d'Amour, 1978)
3. Englishman in New York – 4:25 (da ...Nothing Like the Sun, 1987)
4. Every Breath You Take – 4:13 (da Synchronicity, 1983)
5. Seven Days – 4:39 (da Ten Summoner's Tales, 1993)
6. Walking on the Moon – 4:59 (da Regatta de Blanc, 1979)
7. Fields of Gold – 3:40 (da Ten Summoner's Tales, 1993)
8. Fragile – 3:54 (da ...Nothing Like the Sun, 1987)
9. Every Little Thing She Does Is Magic – 4:20 (da Ghost in the Machine, 1981)
10. De Do Do Do, De Da Da Da – 4:09 (da Zenyatta Mondatta, 1980)
11. If You Love Somebody Set Them Free – 4:14 (da The Dream of the Blue Turtles, 1985)
12. Let Your Soul Be Your Pilot (Versione singolo) – 4:29 (da Mercury Falling, 1996)
13. If I Ever Lose My Faith in You – 4:29 (da Ten Summoner's Tales, 1993)
14. When We Dance (Versione singolo) – 4:17 (da Fields of Gold: The Best of Sting 1984-1994, 1994)
15. Don't Stand So Close to Me – 4:03 (da Zenyatta Mondatta, 1980)
16. Roxanne – 3:12 (da Outlandos d'Amour, 1978)
17. Roxanne '97 (remix di Puff Daddy) – 4:33 (Inedito)

### Edizione Universal (2002)
1. Message in a Bottle – 4:49 (da Reggatta de Blanc, 1979)
2. Can't Stand Losing You – 2:58 (da Outlandos d'Amour, 1978)
3. Englishman in New York – 4:25 (da ...Nothing Like the Sun, 1987)
4. Every Breath You Take – 4:13 (da Synchronicity, 1983)
5. Seven Days – 4:39 (da Ten Summoner's Tales, 1993)
6. Walking on the Moon – 4:59 (da Regatta de Blanc, 1979)
7. Fields of Gold – 3:40 (da Ten Summoner's Tales, 1993)
8. Fragile – 3:54 (da ...Nothing Like the Sun, 1987)
9. Every Little Thing She Does Is Magic – 4:20 (da Ghost in the Machine, 1981)
10. De Do Do Do, De Da Da Da – 4:09 (da Zenyatta Mondatta, 1980)
11. If You Love Somebody Set Them Free – 4:14 (da The Dream of the Blue Turtles, 1985)
12. Brand New Day – 6:22 (da Brand New Day, 1999)
13. Desert Rose (feat. Cheb Mami) – 4:47 (da Brand New Day, 1999)
14. When We Dance (Versione singolo) – 4:17 (da Fields of Gold: The Best of Sting 1984-1994, 1994)
15. Don't Stand So Close to Me – 4:03 (da Zenyatta Mondatta, 1980)
16. Roxanne – 3:12 (da Outlandos d'Amour, 1978)
17. So Lonely – 4:47 (da Outlandos d'Amour, 1978)

## Formazione
- Sting – interprete principale
- The Police:
  - Sting – voce e basso
  - Andy Summers – chitarra, cori
  - Stewart Copeland – batteria, cori
- Roxanne '97 (remix di Puff Daddy):
  - Pras – parte rap
  - Full Force – cori

## Classifiche

### Classifiche settimanali
| Classifica (1997) | Posizione massima |
| ----------------- | ----------------- |
| Australia         | 22                |
| Belgio (Fiandre)  | 8                 |
| Canada            | 66                |
| Finlandia         | 8                 |
| Germania          | 18                |
| Italia            | 11                |
| Nuova Zelanda     | 5                 |
| Paesi Bassi       | 17                |
| Svezia            | 26                |
| Classifica (1998) | Posizione massima |
| Austria           | 4                 |
| Belgio (Vallonia) | 14                |
| Svizzera          | 17                |
| Classifica (2002) | Posizione massima |
| Danimarca         | 4                 |
| Irlanda           | 4                 |
| Italia            | 4                 |
| Regno Unito       | 1                 |
| Stati Uniti       | 46                |
| Classifica (2008) | Posizione massima |
| Spagna            | 60                |

### Classifiche di fine anno
| Classifica (1997) | Posizione |
| ----------------- | --------- |
| Italia            | 50        |
| Regno Unito       | 45        |
| Classifica (1998) | Posizione |
| Austria           | 40        |
| Belgio (Vallonia) | 70        |
| Paesi Bassi       | 100       |
| Regno Unito       | 100       |
| Classifica (2002) | Posizione |
| Italia            | 88        |
| Regno Unito       | 44        |